# Manuel Zermeño Araico
Juan Manuel Zermeño Araico (Guadalajara, Jalisco; 26 de junio de 1901-Ciudad de México, 4 de septiembre de 1986) fue un diplomático, funcionario y militar mexicano. Se desempeñó como secretario de Marina durante el sexenio del presidente Adolfo López Mateos entre 1958 y 1964.

## Biografía
Nació en Guadalajara, capital de Jalisco. Hijo de Manuel Zermeño Esparza y Clementina Araico de Zermeño. En 1917 a sus dieciséis años se apuntó en la Armada de México. En 1923 ascendió a teniente de corbeta.
Al año siguiente se convirtió en oficial de la Armada estalló la rebelión delahuertista, conflicto en el que se mantuvo en el lado oficial. El 22 de abril de 1924 bordo del cañero Agua Prieta se enfrentó abatió a las escuadrillas rebeldes que se trasladaban desde Tonaláa Laguna del Carmen. Entre el 25 y 26 de mayo desembarcó a órdenes del contraalmirante Hilario Rodríguez Malpica las tropas con artillerías a bordo para un desembarco militar. Debido a tales eventos fue ascendido a teniente de fragata.

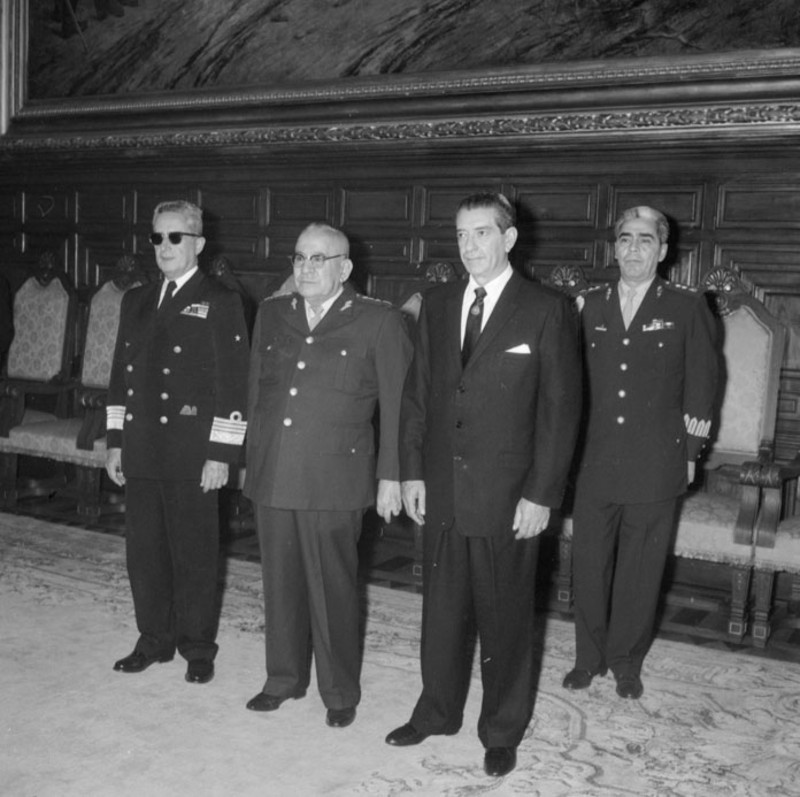
Zermeño Araico junto a López Mateos, Agustín Olachea Avilés y un marino desconocido en el Palacio Nacional en 1962.

En 1925 se hizo comandante de los barcos Mazatlán y Acapulco. En 1926 se hizo oficial de artillería a bordo del Anáhuac. Ya en 1933 se convirtió en jefe de instrucción de cadetes a bordo del cañonero Bravo en viaje a través del océano Pacífico y el golfo de México. Fue hasta 1946 cuando obtuvo el rango de comodoro y en 1950 de contraalmirante. En 1952 por «méritos especiales» ascendió a almirante del Cuerpo General.
En 1955 el presidente Adolfo Ruiz Cortínez lo nombró embajador de México ante Oslo. En 1958 el presidente Adolfo López Mateos lo nombró secretario de Marina, cargo que desempeñó hasta 1964.
Se dio de baja del ejército hasta 1979. Falleció el 4 de septiembre de 1986. Fue incinerado en el Panteón Civil de Dolores en la Ciudad de México.

## Reconocimientos
- Legión al Mérito de Estados Unidos en el grado «oficial» (1945)[2]